# Covoare transilvănene
Denumirea de covor transilvănean este folosită ca termen de conveniență pentru a desemna un patrimoniu cultural al covoarelor islamice din secolele XV-XVII, în special de origine otomană, care au fost păstrate în bisericile transilvănene. Totalul covoarelor din Transilvania constituie una dintre cele mai mari colecții de covoare anatolice otomane în afara lumii islamice.

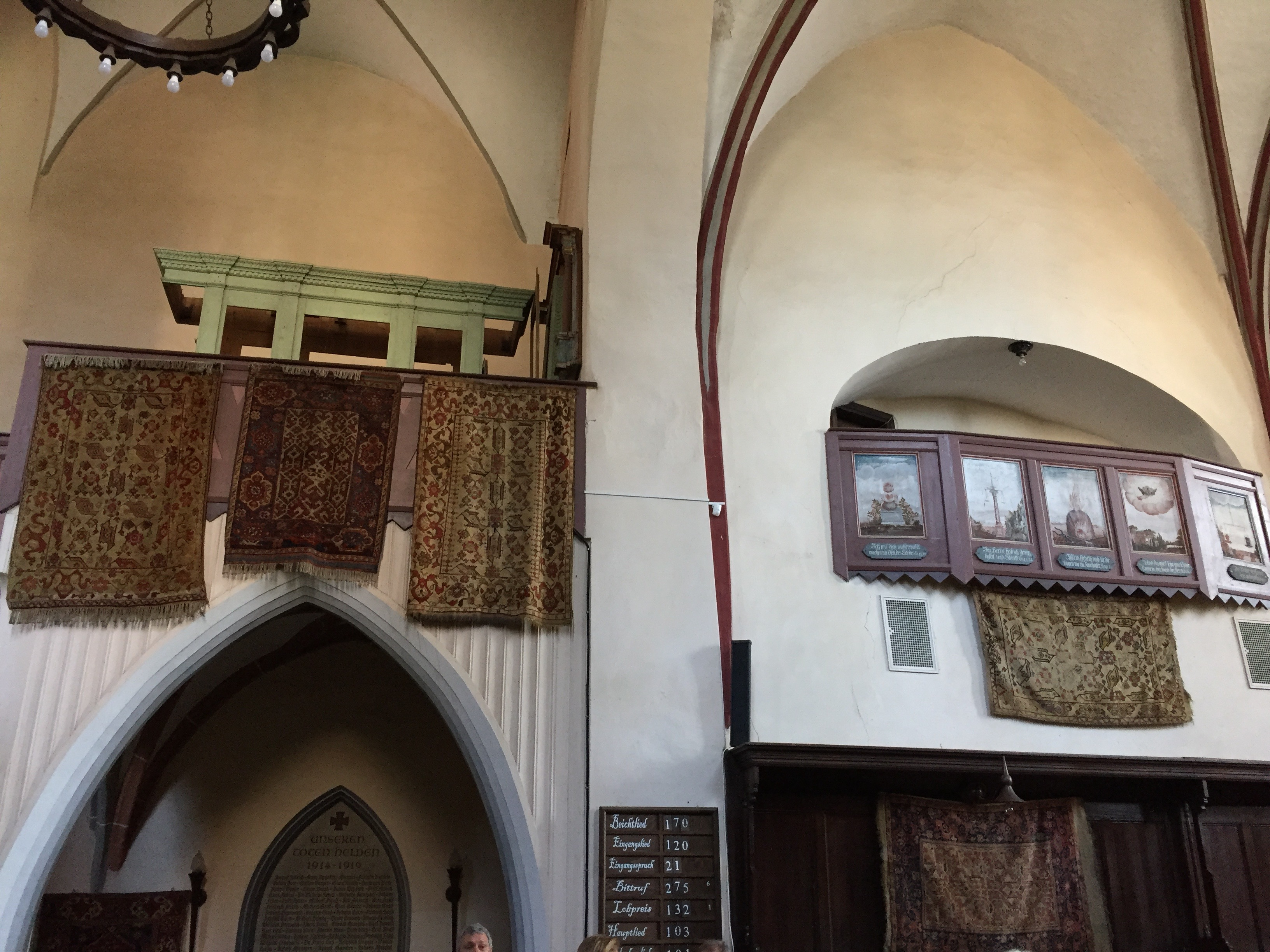
Covoare transilvănene reprezentând "Lotto" și "Pasărea" în Mănăstirea Bisericii din Sighișoara, România. Peretele de nord al naosului și corului, 2017

## Tipuri de covoare „transilvănene” otomane
Printre covoarele de perete conservate în Transilvania sunt covoarele clasice turcești ca Holbein, Loto, și așa-numitul „alb” Selendi sau Ushak. Termenul de „covor transilvănean” mai precis se referă la patru tipuri distincte de covoare anatoliene care au supraviețuit în Transilvania.

### Covoare cu o singură nișă
Covoarele transilvănene modelate ca și covoare de rugăciuni⁠(<span title="Covor de rugăciune|covoare de rugăciuni la Wikidata">d) sunt caracterizate printr-o singură nișă roșie, cu pereți exteriori albi cu o stemă florală curbilinie care poartă diferite tipuri de flori și muguri de flori și granițe de culoare ocru galbene cu forme curbilinii. Câmpurile sunt, de obicei de culoare ocru sau uneori roșie. Un covor de acest tip este descris în pictura lui Pieter de Hoochs din 1663 „Portretul unei familii care cântă”.